# فامنین (زمین‌شناسی)
| سامانه   | ردیف      | اشکوب    | میلیون سال پیش |
| -------- | --------- | -------- | -------------- |
| کربونیفر | میسیسیپین | تورنیسین | → پیش از آن    |
| دوونین   | بالا      | فامنین   | ۳۵۸٬۹–۳۷۲٬۲    |
| دوونین   | بالا      | فراسنین  | ۳۷۲٬۲–۳۸۲٬۷    |
| دوونین   | میانه     | گیوتین   | ۳۸۲٬۷–۳۸۷٬۷    |
| دوونین   | میانه     | ایفلین   | ۳۸۷٬۷–۳۹۳٬۳    |
| دوونین   | زیرین     | امسین    | ۳۹۳٬۳–۴۰۷٬۶    |
| دوونین   | زیرین     | پراگین   | ۴۰۷٬۶–۴۱۰٬۸    |
| دوونین   | زیرین     | لوخکووین | ۴۱۰٬۸–۴۱۹٬۲    |
| سیلورین  | پریدولی   | پریدولی  | → پس از آن     |

فامنین (به انگلیسی: Famennian) اشکوب جوان‌تر از دو اشکوب دور دوونین پسین است که بازه زمانی از ۳۷۲٫۲ تا ۳۵۸٫۹ میلیون سال پیش را در بر می‌گیرد. این اشکوب پس از فراسنین و پیش از تورنزین جای می‌گیرد.
طی اشکوب فراسنین چهاراندامان برای نخستین بار پدیدار شدند. در دریاها نیز گروهی جدید از سرپایان شاخ‌قوچی پدیدار شدند که باعث تنوع زیستی ویژه‌ای شده و پس از پراکندگی در سراسر زمین، به‌طور ناگهانی منقرض شدند.
آغاز فامنین با رویداد انقراض دونین پسین و پایان آن نیز با رویداد انقراض شدید ولی کوچک‌تری شناخته می‌شود.